# 神光寺駅
神光寺駅（じんこうじえき）は、かつて岐阜県関市にあった名古屋鉄道美濃町線の駅。1999年4月1日、同線の新関駅 - 美濃駅間の廃止とともに廃駅となった。

## 歴史
1911年に美濃電気軌道の路線として美濃町線が開通した当初より存在した。1948年ころからは無人駅となっていた。
- 1911年（明治44年）2月11日 - 美濃電気軌道の神田町駅（のちの岐阜柳ヶ瀬駅） - 上有知駅（のちの美濃駅）間の開通と同時に開業[2]。
- 1930年（昭和5年）8月20日 - 美濃電気軌道が名古屋鉄道（初代。同年中に名岐鉄道に改称し、1935年より名古屋鉄道に再改称）に合併。同社の美濃町線の駅となる[2]。
- 1948年（昭和23年）11月1日以前 - 無人化[3]。
- 1950年（昭和25年）11月1日 - 列車交換設備新設[4]。
- 1999年（平成11年）4月1日 - 美濃町線の新関駅 - 美濃駅間の廃止に伴い廃駅[5]。

## 駅構造
相対式ホーム2面2線の行き違い可能な構造で、1999年の廃止区間では唯一行き違いのできる駅だったが、晩年は早朝のみ行き違いを行うダイヤだった。
晩年のこの駅は実は2代目で、400メートルほど北に初代の駅があったという。ただし痕跡は何もない。
当駅は無人駅であった。上下列車が交換する際は運転士同士が直接タブレットを交換する光景が見られた。

### 配線図
| ← 徹明町方面 | 神光寺駅 構内配線略図 | → 美濃方面 |
| 凡例 出典:   |                       |            |

## 利用状況
- 『名古屋鉄道百年史』によると1992年度当時の1日平均乗降人員は209人であり、この値は岐阜市内線均一運賃区間内各駅（岐阜市内線・田神線・美濃町線徹明町駅 - 琴塚駅間）を除く名鉄全駅（342駅）中316位、 美濃町線日野橋 - 美濃間（14駅）中11位であった[1]。

## 駅跡
相対式ホームと看板、自転車置き場が残存していたが、周辺の線路等は一切撤去され、当時の面影は現在はほとんど無い。
並行する長良川鉄道越美南線には既に中濃西高前駅（現・関下有知駅）があったため、当駅廃止後も新駅の設置は行われていない。

## 隣の駅
名古屋鉄道
美濃町線
下有知駅 - 神光寺駅 - 松森駅